# Kim Min-seok (ca sĩ, sinh 1991)
Kim Min-seok (tiếng Hàn: 김민석, sinh ngày 26 tháng 8 năm 1991) là một ca sĩ, nhạc sĩ người Hàn Quốc, giọng ca chính của bộ đôi Hàn Quốc MeloMance. Đĩa đơn "Drunken Confession" phát hành vào năm 2021 của anh, cũng là bản làm lại của đĩa đơn cùng tên ra mắt vào năm 2005 của ca sĩ Hàn Quốc Feel, đã dành 5 tuần ở vị trí số 1 trên bảng xếp hạng âm nhạc Gaon.

## Danh sách đĩa nhạc

### Đĩa mở rộng
| Album  | Thông tin | Thứ hạng cao nhất | Doanh số  |
| Album  | Thông tin | HQ                | Doanh số  |
| ------ | --- | ----------------- | --------- |
| Cinema | - Ngày phát hành: 20 tháng 9 năm 2019 - Hãng đĩa: Mint Paper, Label GHS - Định dạng: CD, tải về, phát trực tuyến | 52                | - HQ: 307 |

### Đĩa đơn
| Bài hát                                                                                                | Năm  | Thứ hạng cao nhất | Thứ hạng cao nhất | Thứ hạng cao nhất | Album                         |
| Bài hát                                                                                                | Năm  | HQ                | HQ                | HQ                | Album                         |
| Bài hát                                                                                                | Năm  | Gaon              | Hot               | Songs             | Album                         |
| --- | ---- | ----------------- | ----------------- | ----------------- | ----------------------------- |
| "Good Night"                                                                                           | 2018 | —                 | —                 | —                 | Đĩa đơn không nằm trong album |
| "Spring Comes" (봄이 오는 날에)                                                                        | 2019 | 95                | 92                | —                 | Đĩa đơn không nằm trong album |
| "My Love" (다 생각나서)                                                                                | 2019 | —                 | —                 | —                 | Cinema                        |
| "Drunken Confession" (취중고백)                                                                        | 2021 | 1                 | 6                 | 17                | Đĩa đơn không nằm trong album |
| "—" biểu thị cho bản phát hành không ra mắt trên bảng xếp hạng hoặc không được phát hành ở khu vực đó. |      |                   |                   |                   |                               |

### Nhạc phim
| Bài hát                                                                                                | Năm  | Thứ hạng cao nhất | Thứ hạng cao nhất | Album                 |
| Bài hát                                                                                                | Năm  | HQ                | HQ                | Album                 |
| Bài hát                                                                                                | Năm  | Gaon              | Hot               | Album                 |
| --- | ---- | ----------------- | ----------------- | --------------------- |
| "To You" (너에게)                                                                                      | 2018 | 41                | 46                | Love Playlist 3 OST   |
| "Perhaps Love" (사랑인가요)                                                                            | 2019 | —                 | —                 | Perhaps Love? OST     |
| "Still" (아직)                                                                                         | 2019 | —                 | —                 | Perhaps Love? OST     |
| "Love" (사랑)                                                                                          | 2019 | —                 | —                 | Perhaps Love? OST     |
| "A Butterfly Flew Away" (나비가 날았습니다)                                                            | 2021 | 164               | —                 | You Are My Spring OST |
| "—" biểu thị cho bản phát hành không ra mắt trên bảng xếp hạng hoặc không được phát hành ở khu vực đó. |      |                   |                   |                       |

### Khách mời
| Bài hát                                                                                                | Năm  | Thứ hạng cao nhất | Thứ hạng cao nhất | Album                         |
| Bài hát                                                                                                | Năm  | HQ                | HQ                | Album                         |
| Bài hát                                                                                                | Năm  | Gaon              | Hot               | Album                         |
| --- | ---- | ----------------- | ----------------- | ----------------------------- |
| "Just Broke Up Today" (오늘 내가 한 이별) (Kwon Soon-il hợp tác Kim Min-seok)                          | 2019 | 137               | —                 | With                          |
| "Flower" (꽃) (Park Bom hợp tác với Kim Min-seok)                                                      | 2022 | 53                | 71                | Đĩa đơn không nằm trong album |
| "—" biểu thị cho bản phát hành không ra mắt trên bảng xếp hạng hoặc không được phát hành ở khu vực đó. |      |                   |                   |                               |